# Auw an der Kyll

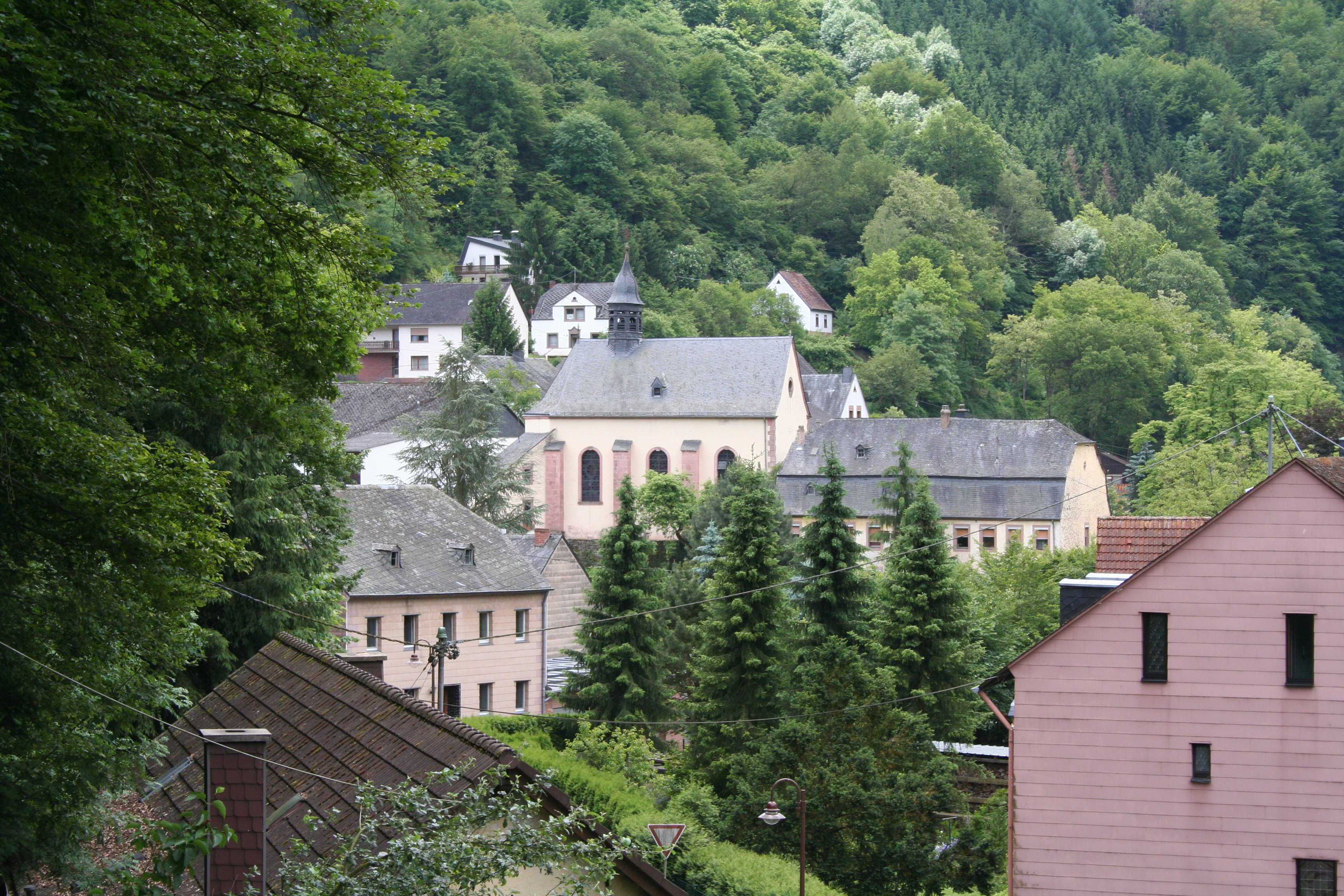
Blick auf Auw an der Kyll

Auw an der Kyll ist eine Ortsgemeinde im Eifelkreis Bitburg-Prüm in Rheinland-Pfalz. Sie gehört der Verbandsgemeinde Speicher an.

## Geographie
Die Ortsgemeinde liegt in der Südeifel im Kylltal, einem kleinen Zuflusstal der Mosel, nahe der Kreisstadt Bitburg.

### Nachbarorte
| Trimport, Dahlem | Speicher                                    | Preist    |
| Idenheim         | Kompassrose, die auf Nachbargemeinden zeigt | Orenhofen |
| Idesheim         | Hosten                                      | Zemmer    |

## Geschichte
Mauerreste einer römischen Fluchtburg zwischen Auw und Preist lassen erkennen, dass bereits die Römer in der Region um Auw siedelten. Der Ort Auw wurde im 13. Jahrhundert erstmals in einer Urkunde als Ouve erwähnt, in den Jahren 1565 und 1606 als Auwe. Der Name könnte auf das althochdeutsche owa, awa, mittelhochdeutsch owe, awe, dann uwe, au = Insel, vom Wasser umflossenes Land, zurückgehen. Diese Wörter sind mit dem lateinischen aqua und dem gotischen ahva, jeweils für Wasser, urverwandt. Im 18. Jahrhundert taucht der Ort als Avia vel Auw auf.
Am 1. Januar 1971 wurde nach der Zusammenlegung der Landkreise Bitburg und Prüm die Zusatzbezeichnung „an der Kyll“ angenommen – zur Unterscheidung von der gleichnamigen Gemeinde Auw bei Prüm.
Bevölkerungsentwicklung
Die Entwicklung der Einwohnerzahl von Auw an der Kyll; die Werte von 1871 bis 1987 beruhen auf Volkszählungen:
| Jahr | Einwohner |
| ---- | --------- |
| 1815 | 47        |
| 1835 | 60        |
| 1871 | 71        |
| 1905 | 74        |
| 1939 | 141       |
| 1950 | 198       |
| 1961 | 223       |

| Jahr | Einwohner |
| ---- | --------- |
| 1970 | 222       |
| 1987 | 183       |
| 1997 | 196       |
| 2005 | 164       |
| 2011 | 130       |
| 2017 | 121       |
| 2024 | 114       |

## Politik

### Gemeinderat
Der Gemeinderat in Auw an der Kyll besteht aus sechs Ratsmitgliedern, die bei den Kommunalwahlen am 9. Juni 2024 in einer Mehrheitswahl gewählt wurden, und dem ehrenamtlichen Ortsbürgermeister als Vorsitzendem.

### Bürgermeister
Günter Kirsch ist Ortsbürgermeister von Auw. Da bei den Direktwahlen am 26. Mai 2019 und 9. Juni 2024 jeweils kein gültiger Wahlvorschlag eingereicht wurde, oblag die Neuwahl des Bürgermeisters gemäß rheinland-pfälzischer Gemeindeordnung den neu gewählten Gemeinderäten. Diese bestätigten Kirsch auf ihren konstituierenden Sitzungen am 26. August 2019 und am 3. September 2024 jeweils für weitere fünf Jahre in seinem Amt.

### Wappen
| Wappen von Auw an der Kyll | Blasonierung: „Schräglinksgeteilt von Silber und Blau, oben ein aus der Teilung wachsender roter geflügelter Drache, unten eine silberne Lilie.“ |
| Wappen von Auw an der Kyll | Wappenbegründung: Landesgeschichtlich war Auw bis zur Französischen Revolution Teil der Herrschaft Scharfbillig im Herzogtum Luxemburg. Aus diesem Grund wurden als Hauptfarben Silber und Blau gewählt. Ortsgeschichtlich waren die späteren Grafen von Kesselstatt Besitzer des Ortes. Ihr Wappenzeichen, in Silber ein roter Drache, steht als Symbol für den ehemaligen Grundherrn und wurde daher in den oberen Teil aufgenommen. Die Lilie im unteren Wappenfeld bezieht sich auf eine alte Legende der Gegend: Drei Jungfrauen seien mit einem Esel von einem Felsen über die Kyll gesprungen, aber nur dank der Jungfrau Maria sicher ans andere Flussufer gelangt, an den Platz des heutigen Auw. Die Lilie ist das Symbol der Jungfräulichkeit sowie von Maria. Auch ist Auw seit über 300 Jahren ein bekannter Marienwallfahrtsort. |

## Kultur und Sehenswürdigkeiten

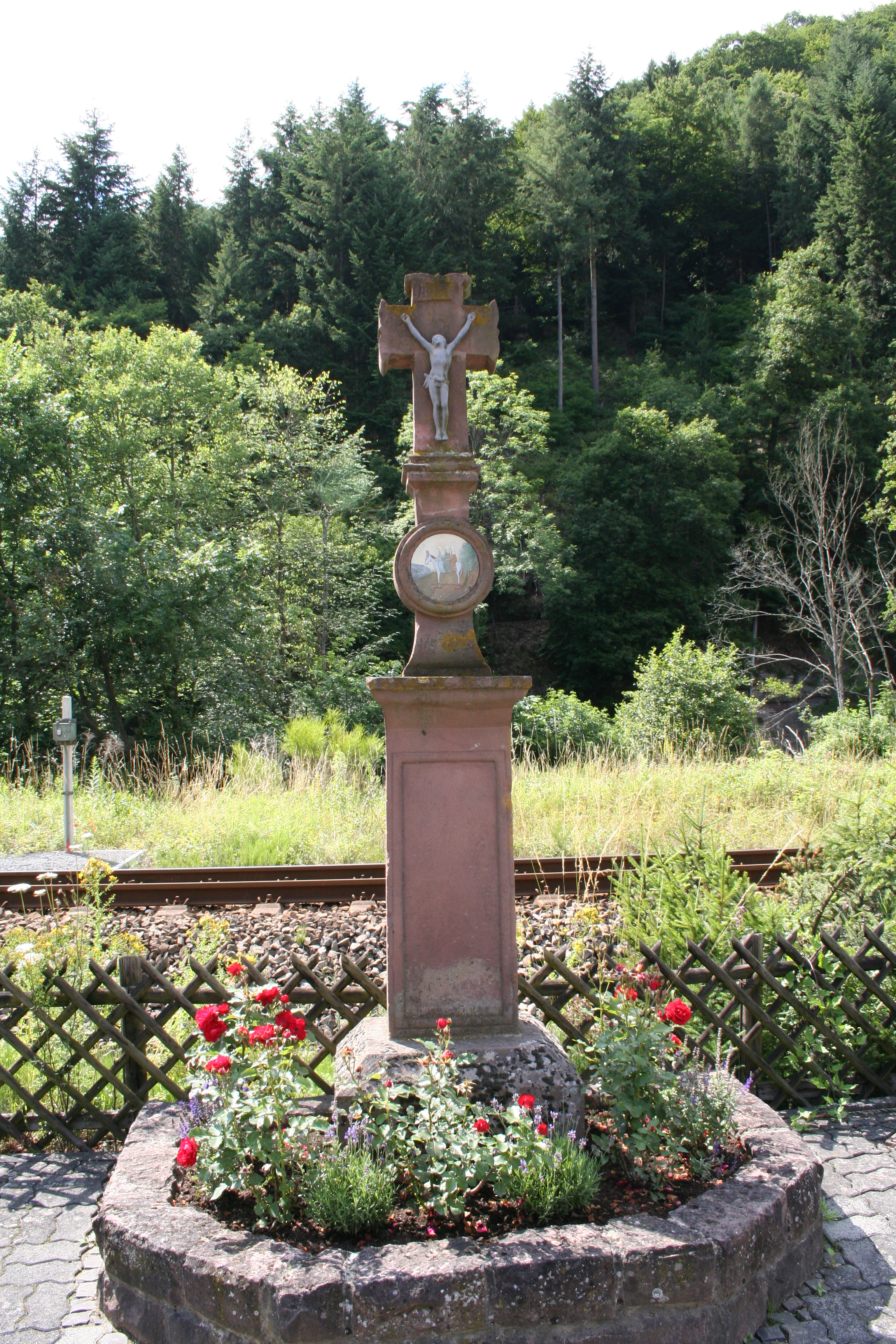
Dreijungfrauenkreuz Irmina, Adela, Klotildis, gegenüber Marienstraße 20

### Bauwerke
- Katholische Pfarrkirche Mariä Himmelfahrt von 1739
- Bahnhof Auw an der Kyll von 1871
- Altes Pfarrhaus von 1786[8]
- Dreijungfrauenkreuz – ein Schaftkreuz mit dem Bildnis der drei Jungfrauen Irmina, Adela und Klotildis aus dem 19. Jh.

Siehe auch: Liste der Kulturdenkmäler in Auw an der Kyll

### Grünflächen und Naherholung
- Kylltal und Schalbachtal mit naturnahen, bachbegleitenden Auenwäldern
- Wandern in und um Auw an der Kyll[9][10]

### Regelmäßige Veranstaltungen
- Jährliches Kirmes- bzw. Kirchweihfest wird am Wochenende nach dem 15. August (Krautwischtag) gefeiert
- Traditionelles Ratschen oder Klappern am Karfreitag und Karsamstag
- Hüttenbrennen am ersten Wochenende nach Aschermittwoch (sogenannter Scheef-Sonntag)[11][12][13]

### Ortsvereine
Auw an der Kyll hat seit 1955 eine Freiwillige Feuerwehr, die jedes Jahr am ersten Wochenende im Juli das Feuerwehrfest unter den Kastanien veranstaltet, und einen Sportverein, die FSG Auw an der Kyll, die jedes Jahr ein Sportfest auf dem Sportplatz organisiert und die auch einen Fitnessraum im 1980 gebauten Gemeindehaus unterhält.

## Wirtschaft und Infrastruktur

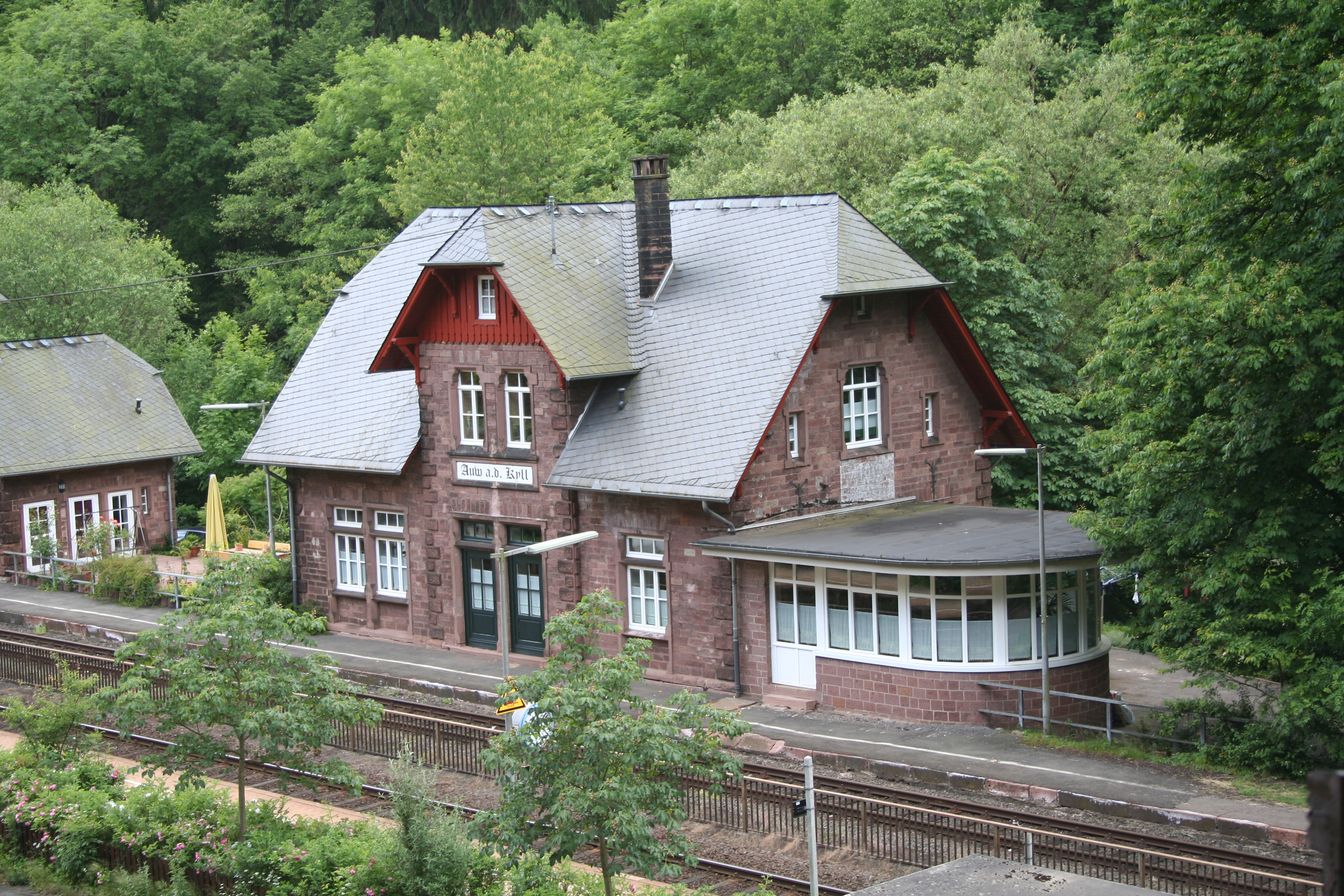
Bahnhof: Ehemaliges Empfangs-, Stellwerks- und Nebengebäude

### Schienenverkehr
Der Bahnhof Auw an der Kyll (vor 1971: Auw) liegt an der Eifelstrecke (Köln – Euskirchen – Gerolstein – Trier), auf der im Schienenpersonennahverkehr unter dem Markennamen VAREO folgende Züge verkehren:
| Linie       | Verlauf | Takt   |
| ----------- | --- | ------ |
| RE 22 RB 22 | Eifel-Express: Köln Messe/Deutz – Köln Hbf – Köln West – Köln Süd – Erftstadt – Weilerswist – Euskirchen – Mechernich – Kall (Gattungswechsel RE/RB) – Urft (Steinfeld) – Nettersheim – Blankenheim (Wald) – Schmidtheim – Dahlem (Eifel) – Jünkerath – Lissendorf – Oberbettingen-Hillesheim – Gerolstein – Birresborn – Mürlenbach – Densborn – Usch/Zendscheid – St. Thomas – Kyllburg – Bitburg-Erdorf – Hüttingen – Philippsheim – Speicher – Auw an der Kyll – Daufenbach – Kordel – Ehrang – Pfalzel – Trier Hbf (aufgrund von Elektrifizierungsarbeiten wechselnde Abschnitte längerfristig im Schienenersatzverkehr) Stand: 16. Juni 2025 | 60 min |

Es kommen Triebwagen der Baureihen 620 und 622 zum Einsatz.
Für den Öffentlichen Personennahverkehr (ÖPNV) gilt der Tarif des Verkehrsverbunds Region Trier (VRT)
Das denkmalgeschützte Empfangsgebäude an der Eifelstrecke Trier – Köln wurde um 1870 erbaut. Gleichzeitig entstand gleich daneben ein Nebengebäude, welches als sanitäre Anlage und als Stall genutzt wurde. Es liegt – vom Dorf aus gesehen – jenseits der Gleiskörper, zwischen Kyll und der Bahnstrecke. Zu erreichen war es bis 1985 über einen Bahnübergang. Ab 1995 verbindet es ein schmaler Weg entlang der Kyll und der Bahnstrecke mit dem Straßennetz des Ortes.
Die Bahnhofsgebäude entsprechen in vielen Teilen den anderen Empfangsgebäuden an der Eifelbahn im Kylltal, wie in Philippsheim oder Trier-Ehrang. Nur ein späterer, eingeschossiger Anbau zur Unterbringung des Stellwerkes unterscheidet sie von vielen ihrer ansonsten fast gleichartigen Baukörper. Gemeinsam ist allen Bahnhöfen im Kylltal die Verblendung mit Rotsandsteinquadern (die Gebäudeecken meist rustiziert) und die Dominanz gotisierender Architekturelemente (Türen, Fenster, Giebel, Erker etc.), teilweise gemischt mit solchen der deutschen Renaissance.
1985 wurden die Gebäude von der Deutschen Bundesbahn aufgegeben und zerfielen langsam. Von 1995 bis 1999 wurden die Gebäude entkernt, grundlegend renoviert und seitdem als Einfamilienhäuser genutzt.

### Busverkehr
Auw ist durch die Buslinien 326 und 403 an Speicher und Bitburg angebunden. Die Bahnbus- bzw. spätere RMV-Linie 6279 nach Trier wurde Ende der 1990er Jahre eingestellt.

## Persönlichkeiten
- Andreas Heinz (* 1941), katholischer Theologe
- Severin Koster (* 1942), Altphilologe